# Blackwood (Walia)
Blackwood (wal. Coed-duon, wymowaⓘ) – miasto i gmina (community) w południowej Walii, w hrabstwie Caerphilly, położone nad rzeką Sirhowy. W 2011 roku liczyło 8496 mieszkańców.
Miasto powstało po 1820 roku z inicjatywy Johna H. Moggridge’a, posiadacza ziemskiego, który oferował pracownikom okolicznych kopalni węgla dzierżawę 1/8-akrowych parceli pod budowę domu wraz z ogrodem warzywnym. Celem przedsięwzięcia miała być poprawa warunków bytowych klasy robotniczej. Do 1828 roku miejscowość rozrosła się do 260 domów i 1550 mieszkańców. W późniejszych latach Blackwood było ośrodkiem ruchu czartystów. Współcześnie miasto jest ośrodkiem handlowym o znaczeniu lokalnym.